# Laurence Meire
Laurence Gh. Meire, née le 30 mars 1971 à La Hestre est une femme politique belge wallonne, membre du PS.
Elle est fonctionnaire; ancienne conseillère provinciale (Hainaut).
Après des études d'assistante sociale, c'est à Chapelle-lez-Herlaimont, sa commune, que Laurence Meire a entamé sa carrière. Elle y est devenue chef de projet du Plan de Cohésion Sociale et Administratrice Déléguée de l'ASBL Symbiose.
Elle a entamé sa carrière politique en 2006, en se présentant aux élections provinciales. Elle a été présidente de la commission de l'Action Sociale.
Réélue lors du scrutin d'octobre 2012, elle quittera ses fonctions de conseillère provinciale pour devenir Députée Fédérale, en remplacement d'Elio Di Rupo. Elle était membre des commissions « Economie » et « Justice » et suppléante en commission « Relations Extérieures. »
Au sein de la Fédération Socialiste de Charleroi, elle est membre du Comité exécutif fédéral avec voix délibérative et membre du Comité fédéral avec voix délibérative, également.
Lors des élections générales de 2014, Laurence Meire n'est pas réélue et perd donc sa place de députée fédérale.
Lors des élections communales de 2018, elle mènera la liste PS dans la commune de Courcelles où elle sera élue conseillère communale avec le deuxième score communal toutes listes confondues (1329 voix de préférence).
À la suite des élections provinciales de 2018, Laurence Meire retournera sur les bancs du Conseil Provincial de Hainaut. Elle aura fait le premier score féminin toutes listes confondues de l'arrondissement de Charleroi avec 3016 voix de préférence.

## Fonctions politiques
- ancienne conseillère provinciale, de 2006 à 2012
- députée fédérale depuis le 10 janvier 2013 au 25 mai 2014 (remplaçant Elio Di Rupo)
- conseillère provinciale de Hainaut de 2018 à maintenant (secrétaire du Conseil Provincial)
- Conseillère communale de la commune de Courcelles